# ملعب لاش تراي
ملعب لاش تراي (بالإنجليزية: Lach Tray Stadium)‏ هو ملعب كرة قدم يقع في هايفونغ، فيتنام، يتسع لـ 28,000 متفرج.